# Subrogé tuteur en droit français
 (août 2025).
La mise en forme du texte ne suit pas les recommandations de Wikipédia : il faut le « wikifier ».
Les points d'amélioration suivants sont les cas les plus fréquents :
- Les titres sont pré-formatés par le logiciel. Ils ne sont ni en capitales, ni en gras.
- Le texte ne doit pas être écrit en capitales (les noms de famille non plus), ni en gras, ni en italique, ni en « petit »…
- Le gras n'est utilisé que pour surligner le titre de l'article dans l'introduction, une seule fois.
- L'italique est rarement utilisé : mots en langue étrangère, titres d'œuvres, noms de bateaux, etc.
- Les citations ne sont pas en italique mais en corps de texte normal. Elles sont entourées par des guillemets français : « et ».
- Les listes à puces sont à éviter, des paragraphes rédigés étant largement préférés. Les tableaux sont à réserver à la présentation de données structurées (résultats, etc.).
- Les appels de note de bas de page (petits chiffres en exposant, introduits par l'outil «  Source ») sont à placer entre la fin de phrase et le point final[comme ça].
- Les liens internes (vers d'autres articles de Wikipédia) sont à choisir avec parcimonie. Créez des liens vers des articles approfondissant le sujet. Les termes génériques sans rapport avec le sujet sont à éviter, ainsi que les répétitions de liens vers un même terme.
- Les liens externes sont à placer uniquement dans une section « Liens externes », à la fin de l'article. Ces liens sont à choisir avec parcimonie suivant les règles définies. Si un lien sert de source à l'article, son insertion dans le texte est à faire par les notes de bas de page.
- La présentation des références doit suivre les conventions bibliographiques. Il est recommandé d'utiliser les modèles {{Ouvrage}}, {{Chapitre}}, {{Article}}, {{Lien web}} et/ou {{Bibliographie}}. Le mode d'édition visuel peut mettre en forme automatiquement les références.
- Insérer une infobox (cadre d'informations à droite) n'est pas obligatoire pour parachever la mise en page.

Pour une aide détaillée, merci de consulter Aide:Wikification.
Si vous pensez que ces points ont été résolus, vous pouvez retirer ce bandeau et améliorer la mise en forme d'un autre article.
Le subrogé tuteur est un membre de la famille ou un proche de la personne majeure protégée ou à défaut un mandataire judiciaire à la protection des majeurs désigné par le juge des tutelles ou le conseil de famille. Il surveille les actes passés par le tuteur, représente la personne protégée lorsque les intérêts de celle-ci sont en opposition avec ceux du tuteur ou lorsque celui-ci ne peut agir pour son compte en raison des limitations de sa mission.

## Rôle
Une tutelle doit se mettre en place quand un majeur a besoin d'être représenté de façon continue dans les actes de la vie. Un dispositif est soumis et validé par un juge des tutelles. La nécessité de cette protection juridique est analysée préalablement par un médecin auprès de la personne majeure ainsi placée en protection juridique. Le médecin susceptible d'intervenir a  accepté ce rôle et est inscrit dans une liste préétablie.
Un dispositif possible de tutelle complète est de procéder en trois niveaux, : 
- un conseil de famille, qui rassemble au moins quatre membres de la famille et détermine les principales conditions de vie de la personne placée en protection juridique,
- un tuteur, en contact avec la personne assistée, et se substituant à lui sur les décisions concernant son patrimoine,
- et un subrogé-tuteur, qui contrôle régulièrement l'action du tuteur à travers les comptes.

Cependant, devant la difficulté à constituer, à réunir et à faire fonctionner un conseil de famille, seules 1 % des tutelles fonctionnent sur ce modèle. La plupart du temps, le juge des tutelles met en place une tutelle simplifiée avec juste un tuteur.